# Certima sticta
Certima sticta là một loài bướm đêm trong họ Geometridae.